# بورخا فرنانديز
بورخا فرنانديز (بالإسبانية: Borja Fernández)‏ (16 أغسطس 1995 بفيغو في إسبانيا - ) هو لاعب كرة قدم إسباني في مركز الوسط. شارك مع منتخب إسبانيا تحت 19 سنة لكرة القدم. أما مع النوادي، فقد لعب مع سلتا فيغو ب وسلتا فيغو.

## وصلات خارجية
- بورخا فرنانديز على موقع قاعدة بيانات كرة القدم.إي يو (الإنجليزية)
- بورخا فرنانديز على موقع Soccerway.com (الإنجليزية)
- بورخا فرنانديز على موقع AS.com (الإسبانية)